# Ostrov sokrovishch
Ostrov sokrovishch (cirílico: Остров сокровищ) é um filme animado soviético de 1988, produzido em duas partes, baseado no romance A Ilha do Tesouro, de Robert Louis Stevenson.
A primeira parte do filme foi lançada em 1986 e a segunda em 1988, após a qual as duas partes eram sistematicamente exibidos juntos.
- Primeira parte: Mapa do Capitão Flint, em russo Карта капитана Флинта
- Segunda parte: Os tesouros do Capitão Flint, em russo Сокровища капитана Флинта

O filme ganhou os seguintes prêmios: Grande Prêmio de Minsk, 1987; Grande Prêmio, em Kiev, 1989; 1º lugar no Festival Internacional de Cinema e Televisão na Checoslováquia.
Uma versão americana deste filme chamada The Return to Treasure Island foi lançada diretamente em vídeo em 1992. Esta versão do filme é 34 minutos mais curta (episódios com atores vivos foram completamente removidos) do que a versão russa.

## Sinopse
É uma versão moderna das antigas histórias acerca de encontrar tesouros do lendário pirata Flint.

## Рapéis principais
- Valery Bessaráb (Jim Hawkins), em cirílico Валерий Бессараб (Джим Хокинс)
- Armen Djigarkhanyan (John Silver), em cirílico Армен Джигарханян (Джон Сильвер)
- Victor Andrienko (Capitão Smolett), em cirílico Виктор Андриенко (Капитан Смолетт)
- Eugene Paperny (Dr. Livsi), em cirílico Евгений Папёрный (Доктор Ливси)
- Boris Voznyuk (Squire Treloni), em cirílico Борис Вознюк (Сквайр Трелони)
- Yuri Yakovlev (Ben Gunn) em cirílico Юрий Яковлев (Бен Ганн)
- George Kishko (Blind Pew), em cirílico Георгий Кишко (Слепой Пью)
- Valery Chiglyaev (Moderador), em cirílico Валерий Чигляев (Ведущий)
- B. Zadneprovsky (Covarde pirata), В. Заднепровский (Трусливый пират)
- G. Tolchinsky, em cirílico Г. Толчинский
- S. Dubinin, em cirílico С. Дубинин
- Alexander Levit, em cirílico Александр Левит
- Anatoly Dyachenko, em cirílico Анатолий Дяченко
- J. Nevgamonny, em cirílico Ю. Невгамонный
- M. Tserishenko, em cirílico М. Церишенко

## Impacto cultural
Desde agosto de 2022, a cena em que Dr. Livesey diz "Слово "rom" и слово "смерть" для вас означают одно и то же" (Em russo: A palavra "rum" e a palavra "morte" significam a mesma coisa para você) e a cena em que ele caminha em um andar confiante, se tornaram memes na internet. Assim como a música phonk Ghostface Playa - Why Not, que pode ser usada como música para o meme do Dr. Livesey.